# 辽东丁香
辽东丁香（学名：Syringa wolfii）为木犀科丁香属的植物。分布于朝鲜及中国的黑龙江、吉林、辽宁等地，生长于海拔500米至1,600米的地区，多生在山坡杂木林中、灌丛中、河边、林缘或针阔叶混交林中。